# Caroxylon tetrandrum
Caroxylon tetrandrum är en amarantväxtart som först beskrevs av Peter Forsskål, och fick sitt nu gällande namn av Akhani och Roalson. Caroxylon tetrandrum ingår i släktet Caroxylon och familjen amarantväxter. Inga underarter finns listade i Catalogue of Life.